# Бахори
Бахори су насељено мјесто у општини Гацко, Република Српска, БиХ. Према попису становништва из 1991. у насељу је живјело 42 становника.

## Становништво
Према попису становништва из 1991. године, мјесто је имало 42 становника.
| Демографија | Демографија | Демографија |
| Година      | Становника  | Становника  |
| ----------- | ----------- | ----------- |
| 1948.       | 202         |             |
| 1953.       | 226         |             |
| 1961.       | 225         |             |
| 1971.       | 157         |             |
| 1981.       | 96          |             |
| 1991.       | 42          |             |